# South New Brighton
South New Brighton est une banlieue costale du côté est de la cité de Christchurch dans la partie moyenne de l’Île du Sud de la Nouvelle-Zélande.

## Toponymie
La banlieue fut officiellement nommée en 1953, après que la suggestion qu’elle soit appelée «South Brighton » fut rejetée parce qu’il y avait déjà une localité appelée Brighton près de la cité de Dunedin.
Le hall de la communauté de South Brighton ouvrit en 1961. 
Il fut endommagé par le tremblement de terre de 2010-2011 et dut être démoli. 
En 2013, un bâtiment préscolaire fut déplacé du Parc reine élisabeth II (en) vers ce site en remplacement.

## Démographie
La zone statistique de South New Brighton, qui inclut aussi la localité de Southshore, couvre 2,76 km2.
Elle a une population estimée à 3 280 résidents en juin 2021 avec une densité de population de 1188personnes par km2. 
La banlieue de South New Brighton avait une population de 3 234 habitants lors du recensement de 2018 en Nouvelle-Zélande en augmentation de 6 personnes(0,2 %) depuis le recensement de 2013 et une diminution de 411 personnes (soit -11,3 %) depuis le recensement de 2006. 
Il y avait 1 287 logements. 
On notait la présence de 1 596 hommes et 1 641 femmes, donnant un sexe-ratio de 0,97 homme pour une femme. 
L’âge médian était de 39,2 ans (comparé avec les 37,4 ans au niveau national), avec 684 personnes (21,2 %) âgées de moins de 15 ans, 519 personnes (16,0 %) âgées de 15 à 29 ans, 1 575 personnes (48,7 %) âgées de 30 à 64 ans, et 453 personnes (14,0 %) âgées de 65 ans ou plus.
L’ethnicité était de 92,5 % d’européens/Pākehā, 13,0 % Māori, 3,2 % de personnes du Pacifique, 2,6 % d’asiatiques, et 2,3 % d’une autre ethnicité (le total peut faire plus de 100 % dans la mesure où une personne peut s’identifier de multiples ethnicités).
La proportion de personnes nées outre-mer était de 20,4 %, comparée avec les 27,1 % au niveau national.
Bien que certaines personnes objectent de donner leur religion, 62,2 % n’avaient aucune religion, 26,3 % étaient chrétiens, 0,3 % étaient hindouistes, 0,2 % étaient musulmans, 0,6 % étaient bouddhistes et 2,6 % avaient une autre religion.
Parmi ceux d’au moins 15 ans d’âge, 576 personnes (22,6 %) avaient un niveau de bachelier ou un degré supérieur, et 393 personnes (15,4 %) n’avaient aucune qualification formelle. 
Les revenus médians étaient de 34,300 $, comparés avec les 31,800 $ au niveau national. 
Le statut d’emploi de ceux d’au moins 15 ans était pour 1 296 personnes (50,8 %): employées à temps plein, pour 423 personnes (16,6 %) étaient employées à temps partiel et 102 personnes (4,0 %) étaient sans emploi.

## Éducation
L’ école South New Brighton School est une école publique assurant tout le primaire, accueillant les enfants des années 1 à 8.
Elle a un effectif de 450 élèves en mars 2022.
L’école ouvrit en 1922.